# Raffaele Calzini
Raffaele Calzini, född den 29 december 1885 i Milano, död den 2 september 1953 i Cortina d'Ampezzo, var en italiensk författare.
Calzini var redaktör för Corriere della sera, Stampa med flera tidningar, författare av lustspel som La tela di Penelope (1913), novellist med arbeten som L'ultima maniera di amare (1920) och Le tre grazie (1921). Andra arbeten av honom är Da Leptis Magna a Gadames (1925) och Russia gaia e terrible (1927).